# Booker T (wrestler)
Robert Booker Tio Huffman (* 1. března 1965), je americký profesionální wrestler a komentátor, pracující v WWE, jako komentátor NXT. Vystupuje pod přezdívkou Booker T.
Booker T je nejvíce znám pro své zápasení ve World Championship Wrestling (WCW), World Wrestling Federation (WWF)/WWE a Total Nonstop Action (TNA), za svou kariéru držel celkem 35 titulů. Ve WCW držel 21 titulů, což je rekord této společnosti. Je šestinásobný světový šampion (pětinásobný WCW Světový šampion v těžké váze a jednonásobný Světový šampion v těžké váze ve WWE), čtyřnásobný šampion Spojených států, sedminásobný Televizní šampion a 15násobný šampion mezi týmy.
V roce 2006 vyhrál turnaj Král ringu, je šestinásobný Triple Crown šampion a osminásobný WWE Grand Slam šampion. Je také devítinásobný a poslední WCW Triple Crown šampion, je jeden z mála mužů v historii který držel WWE i WCW Triple Crown šampionáty.
Co se týče jeho osobního života, svou první ženu, Levestiu, si vzal 23. května 1996. Divákům ji představil na show WCW Monday Nitro, nicméně, pár požádal o rozvod 8. května 2001. Se svou dlouholetou přítelkyní, Sharmell Sullivanovou, se oženil v únoru 2005. Spolu mají dvojčata, děvče a chlapce, která přišla na svět 5. srpna 2010. U oltáře opustil Sherri Martelovou. Se svým bratrem Lushem v roce 2005 otevřel wrestlingovou školu v Houstonu.
Tituly: WWE
GWF Tag Team Championship (3krát)
LVPW UWF Heavyweight Championship (1krát)
PWA Heavyweight Championship (1krát)
TAP Heavyweight Championship (1krát)
ROW Tag Team Championship (1krát)
TNA Legends Championship (1krát)
TNA World Tag Team Championship (1krát)
WCW World Heavyweight Championship (4krát)
WCW World Television Championship (6krát)
WCW United States Heavyweight Championship (1krát)
WCW World Tag Team Championship (10krát)
WCW Triple Crown Champion (9krát)
WCW Championship (1krát)
World Heavyweight Championship (1krát)
WWE Intercontinental Championship (1krát)
WWE United States Championship (3krát)
WWF Hardcore Championship (2krát)
WWF/World Tag Team Championship (3krát)
WCW Tag Team Championship (1krát)
King of the Ring 2006
WWE Hall of Fame (2013,2019)
16 Triple Crown Champion
8 Grand Slam Champion